# Zapping
Zapping (z ang. nabieranie prędkości, przyspieszanie) – sposób oglądania telewizji polegający na ciągłym przełączaniu się z jednej stacji telewizyjnej na drugą, potocznie zwany „skakaniem po kanałach”.
Zapping jest czynnością bezrefleksyjną. Najczęściej spowodowany jest brakiem świadomego wyboru konkretnej pozycji programowej przez odbiorców czy także emisją dwóch lub więcej interesujących dla widza pozycji programowej emitowanych w tym samym czasie. Bywa także powodowany niechęcią widzów do bloków reklamowych, emitowanych pomiędzy kolejnymi audycjami lub w trakcie nich oraz uzależnieniem od telewizji, np. dysfunkcją narkotyzującą.